# U-Bahnhof Heißen Kirche

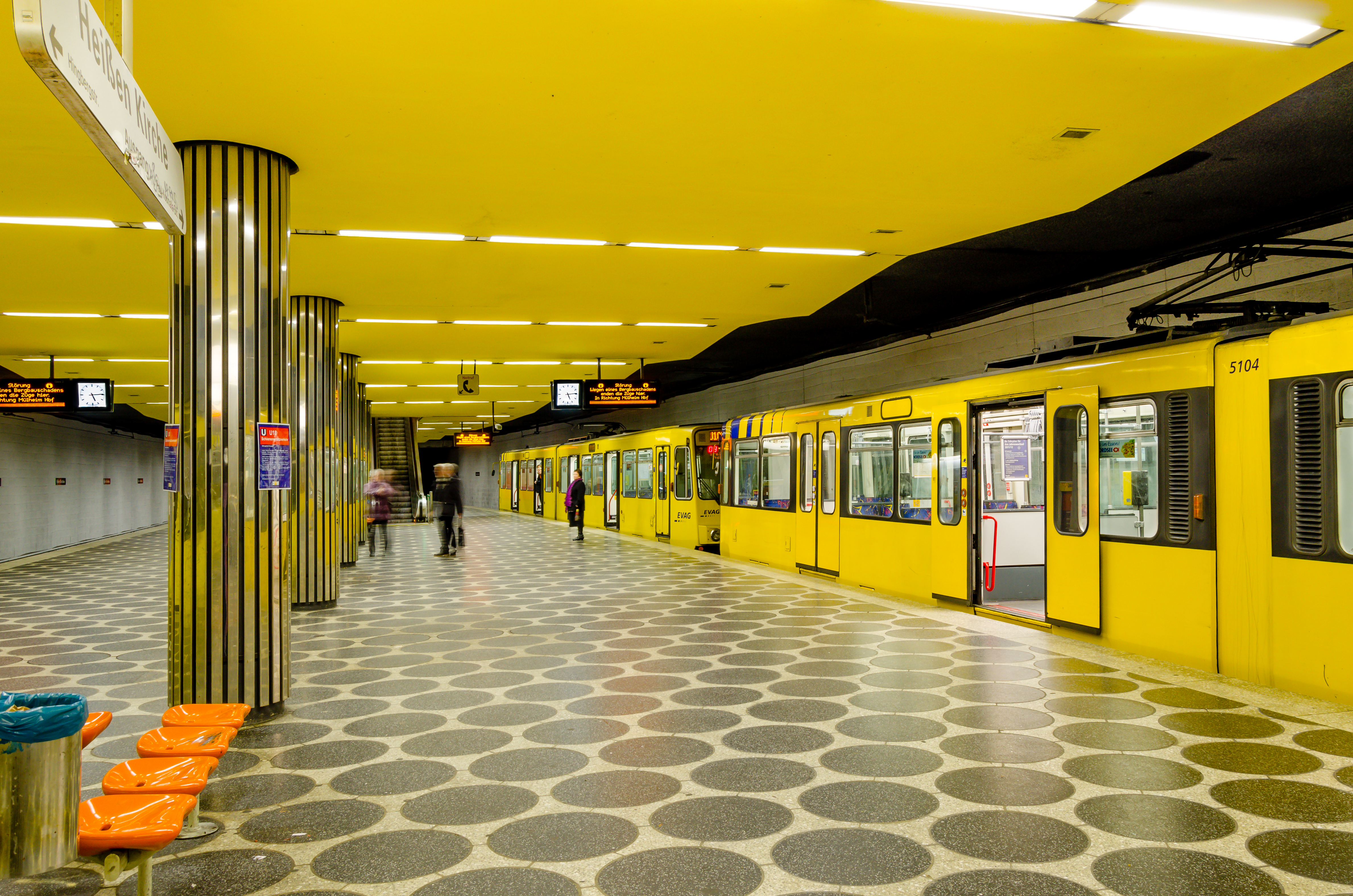
Innenansicht des U-Bahnhofs

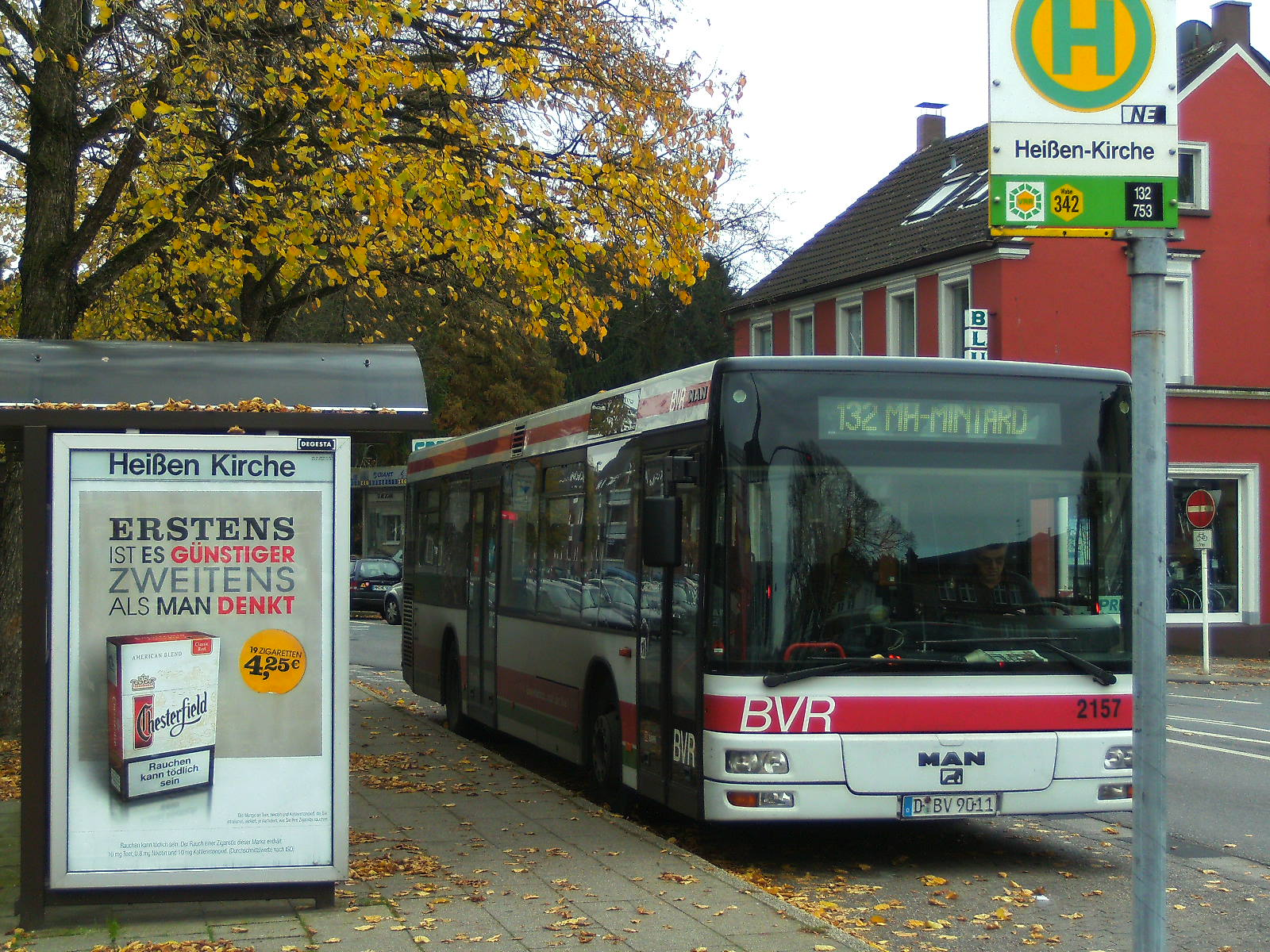
Heißen Kirche wird insgesamt von vier Buslinien und mit Verbindung zu der Nachbarstadt Essen bedient. Die hier gezeigte Linie 132 wurde im Juni 2016 eingestellt

Der U-Bahnhof Heißen Kirche ist eine Haltestelle der Stadtbahn Rhein-Ruhr in Mülheim an der Ruhr. Sie wird von der Ruhrbahn unterhalten und liegt an der Essen-Mülheimer Strecke der U18.

## Geschichte
Der Abschnitt Heißen Kirche – Essen Wiener Platz, zu dem als vorübergehende Endstation auch der Bahnhof Heißen Kirche gehört, wurde 1977 als Modellstrecke für zukünftige Stadtbahnlinien im Ruhrgebiet eröffnet. Der weitere Ausbau in Richtung Mülheimer Innenstadt über den Stadtteil Heißen hinaus konnte erst im September 1979 fertiggestellt werden.

## Lage
Der Bahnhof liegt am Heißener Marktplatz und an der namensgebenden evangelischen Gnadenkirche. Der Ausgang befindet sich direkt am Marktplatz, wo Verbindungen zu fünf Buslinien bestehen. Der Platz rund um den Bahnhofszugang wird in der Vorweihnachtszeit auch als Weihnachtsmarkt verwendet.

## Anbindung
Im U-Bahnhof hält die Linie U18 der Stadtbahn Essen.
| Linie | Verlauf | Takt   |
| ----- | --- | ------ |
| U 18  | Essen, U Berliner Platz – U Hirschlandplatz – U Essen Hbf – U Bismarckplatz – Savignystraße/ETEC – Hobeisenbrücke – E-Frohnhausen, Wickenburgstraße – Mülheim (Ruhr), Rhein-Ruhr-Zentrum – Rosendeller Straße – U Eichbaum – U Heißen Kirche – U Mühlenfeld – U Christianstraße – U Gracht – U Von-Bock-Straße – U Mülheim (Ruhr) Hbf | 10 min |

Es bestehen Umsteigemöglichkeiten zu verschiedenen Buslinien, im Tagnetz verkehren 4 Buslinien, sowie eine Taxibuslinie und im Nachtnetz 3 Nachtexpresslinien sowie eine Taxibuslinie.
| Linie | Verlauf | Takt                     | Betreiber        |
| ----- | --- | ------------------------ | ---------------- |
| 129   | Broich Friedhof – Speldorf – Raffelberg – Schleuse Raffelberg – Styrum Friesenstraße – Hauskampstraße/Bf Styrum – Styrum Sültenfuß – Dümpten – Winkhausen – Heißen Kirche – Eichbaum – Mülheim-Heimaterde – Essen-Haarzopf Erbach            | 30 min                   | Ruhrbahn         |
| 136   | Oberhausen-Anne-Frank-Realschule – Oberhausen Hbf – Mülheim-Dümpten – Winkhausen – Heißen Kirche | 60 min                   | Ruhrbahn / STOAG |
| 139   | Broich Friedhof – Saarner Kuppe – Mendener Brücke – Oppspring – Rumbachtal – Heißen Kirche – Heimaterde – Rhein-Ruhr-Zentrum – Essen-Frohnhausen Breilsort                                                                                   | 30 min                   | Ruhrbahn         |
| 151   | Rhein-Ruhr-Zentrum – Heißen Kirche – Rumbachtal – Mülheim Hbf – Mülheim Stadtmitte – Kahlenberg (Fuß des Berges am Ruhrufer) – Mülheim-Menden – Kettwig-Ickten – Schwimmbad Kettwig → Kettwig, Ringstraße → Kettwiger Markt                  | 60 min                   | Ruhrbahn         |
| NE1   | MH-Stadtmitte → Dieter-aus-dem-Siepen-Platz → Dümpten → Eppinghofen → Winkhausen → Heißen Kirche → Mühlenfeld → Christianstraße → Gracht → Dieter-aus-dem-Siepen-Platz → Mülheim Hbf Nordeingang → MH-Stadtmitte Gegenrichtung zur Linie NE3 | 60 min                   | Ruhrbahn         |
| NE3   | MH-Stadtmitte → Dieter-aus-dem-Siepen-Platz → Mülheim Hbf Nordeingang → Christianstraße → Mühlenfeld → Heißen Kirche → Winkhausen → Dümpten → Eppinghofen → Dieter-aus-dem-Siepen-Platz → MH-Stadtmitte Gegenrichtung zur Linie NE1          | 60 min                   | Ruhrbahn         |
| NE5   | Mülheim Stadtmitte – Mülheim Kaiserplatz − Holthausen – Rumbachtal – Heißen Kirche – Rhein-Ruhr-Zentrum | 60 min                   | Ruhrbahn         |
| T3    | TaxiBus: Mülheim Heißen Kirche (NE) – Mülheim Rosendeller Str (NE) | 26/34 min (Nachtverkehr) | Ruhrbahn         |
| T11   | TaxiBus: Heißen Kattowitzer Straße – Heißen Kirche | 60 min                   |                  |